# Antiblemma terope
Antiblemma terope là một loài bướm đêm trong họ Erebidae.